# Phyllophora antarctica
La Phyllophora antarctica è un'alga rossa marina presente in Antartide.